# Praga 22

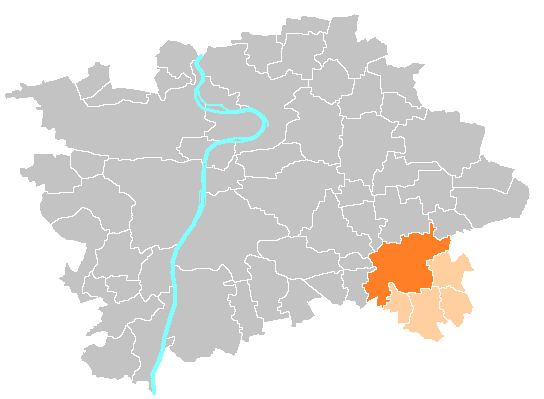
Mapa administrativo de Praga 22.

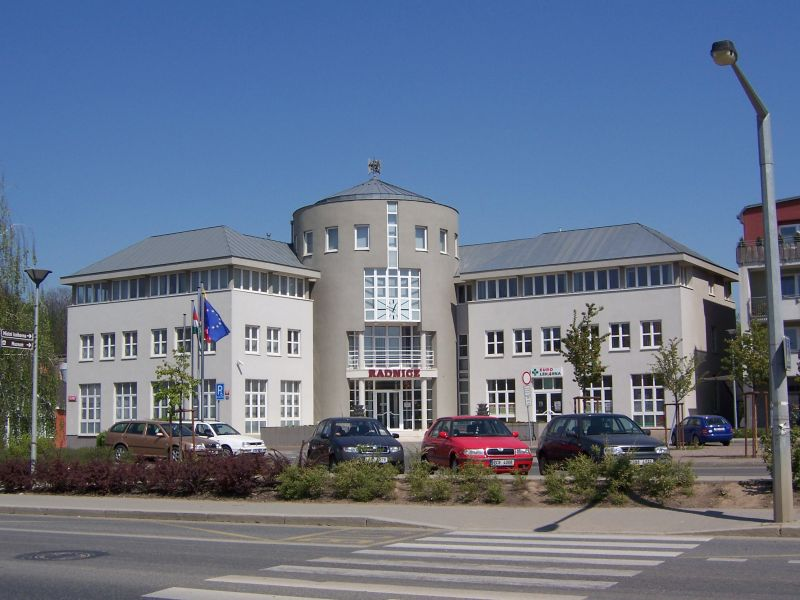
Praga 22.

Praga 22, anteriormente conocido como Distrito Municipal Praga 22 (en checo: Městská část Praha 22), y además también conocido como Uhříněves, es un distrito municipal de Praga, República Checa. El distrito administrativo (správní obvod) del mismo nombre abarca Praga 22 y los barrios de Benice, Kolovraty, Královice y Nedvězí. El 27 de julio de 1983 se registró una temperatura de 40,2 grados celsius.
Uhříněves es el lugar que tiene el más grande terminal de contenedores y tren de cargas en toda Europa Central. 